# 1879
1879 (MDCCCLXXIX) a fost un an obișnuit al calendarului gregorian, care a început într-o zi de miercuri.

## Evenimente

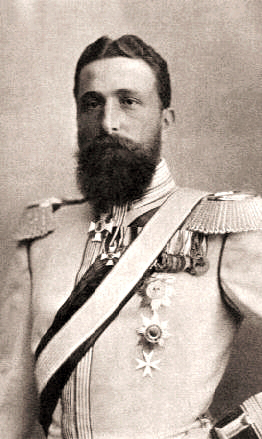
29 aprilie: Alexandru de Battenberg devine principele Bulgariei.

### Ianuarie
- 11 ianuarie: Începutul războiului zulu în Africa de Sud.

### Martie
- 5 martie: Principele Brâncoveanu aduce din partea Regelui Oscar al II-lea al Suediei și Norvegiei ordinul "Serafimilor" pentru Carol I.
- 13 martie: Prințul Arthur, Duce de Connaught și Strathearn, al treilea fiu al Reginei Victoria, se căsătorește cu Prințesa Louise Margaret a Prusiei.

### Aprilie
- 29 aprilie: Alexandru de Battenberg devine principele Bulgariei.

### Iulie
- 22 iulie: Foarte bolnavă în ultima vreme, Principesa Elisabeta pleacă în străinătate pentru tratament.

### Septembrie
- 18 septembrie: Alexandru de Battenberg, Principele Bulgariei, nepotul țarului Rusiei, prietenul și ruda domnitorului Carol I sosește la București fiind primit cu onorurile cuvenite unui suveran.

### Octombrie
- 7 octombrie: Dubla Alianță (Alianța austro-germană). Pact secret între Austro-Ungaria și Reichul german, prin care cele două state își promiteau sprijin în cazul unui atac al Rusiei.
- 14 octombrie: Carol I pleacă în Dobrogea împreună cu ministrul de interne, Mihail Kogălniceanu, în prima sa călătorie în noua provincie a țării.

### Nedatate
- 1879-1884. Războiul din Pacific. Conflict între Bolivia, Chile și Peru privind teritoriile de pe coasta Pacificului (regiunea Atacama).
- 1879-1914: Canalul Panama. Canal navigabil din Panama inaugurat pe 15 august 1914.
- București: Inaugurarea celei de-a doua statui din fața Universității, reprezentând pe scriitorul Ion Heliade Rădulescu și sculptată de italianul Ettore Ferrari.
- Efectul Hall. Este descoperit de fizicianul american Edwin Herbert Hall.
- Începutul Războiului din Pacific dintre Chile pe de o parte și Peru și Bolivia pe de cealaltă parte, terminat în 1883 prin victoria statului Chile.
- La Marseillaise devine imnul național al Franței.
- Timișoara: Încep lucrările la prima rețea de telefon (primii 52 de abonați). Rețeaua a fost construită ca o firmă privată de către Ignațiu Leyritz.

## Arte, științe, literatură și filozofie
- 15 septembrie: Are loc un recital al lui Johannes Brahms și Joseph Joachim la Timișoara.
- Apare prima agenție de presă din România, „Agenția Havas a României”
- Ion Creangă publică Amintiri din copilărie și Popa Duhu.
- La Teatrul Național din București are loc premiera comediei O noapte furtunoasă de Ion Luca Caragiale.
- Se înființează Ordinul Masonic Marele Orient al României.
- Thomas Alva Edison a inventat becul cu incandescență.

## Nașteri
- 22 ianuarie: Francis Picabia, pictor și poet francez (d. 1953)
- 14 martie: Albert Einstein, fizician german de origine evreiască (d. 1955)
- 23 martie: René Jeannel, zoolog francez (d. 1965)
- 15 aprilie: Theodor Capidan, lingvist român (d. 1953)
- 16 aprilie: Gala Galaction, scriitor român (d. 1961)
- 20 aprilie: Paul Poiret, creator francez de modă (d. 1944)
- 26 aprilie: Owen Willans Richardson, fizician britanic, laureat al Premiului Nobel (d. 1959)
- 14 mai: Marele Duce Andrei Vladimirovici al Rusiei (d. 1956)
- 19 mai: Prințesa Feodora de Saxa-Meiningen (d. 1945)
- 8 august: Emiliano Zapata, revoluționar mexican (d. 1919)
- 30 august: Aurel Popp, artist plastic român (d. 1960)
- 31 august: Împăratul Taishō, al 123-lea împărat al Japoniei (1912-1926), (d. 1926)
- 7 septembrie: Prințul Francisco José de Braganza (d. 1919)
- 9 octombrie: Max von Laue, fizician german, laureat al Premiului Nobel (d. 1960)
- 11 octombrie: Prințesa Marie Louise de Hanovra, prințesă de Baden (d. 1948)
- 14 octombrie: Miles Franklin (n. Stella Maria Sarah Miles Franklin), scriitoare și feministă australiană (d. 1954)
- 29 octombrie: Leon Troțki, revoluționar rus (d. 1940)
- 18 decembrie: Paul Klee, artist elvețian (d. 1940)
- 21 decembrie: Iosif Stalin, dictator rus (d. 1953)
- 24 decembrie: Alexandrine de Mecklenburg-Schwerin, soția regelui Christian al X-lea al Danemarcei (d. 1952)

## Decese
- 14 ianuarie: Prințul Henric al Țărilor de Jos (n. Willem Frederik Hendrik), 58 ani (n. 1820)
- 10 februarie: Honoré Daumier, 70 ani, artist plastic și litograf francez (n. 1808)
- 23 februarie: Albrecht von Roon (n. Albrecht Theodor Emil Graf von Roon), 75 ani, mareșal și om politic prusac (n. 1803)
- 10 martie: Prințul Paul de Thurn și Taxis (n. Paul Maximilian Lamoral), 35 ani (n. 1843)
- 13 martie: Adolf Anderssen (n. Karl Ernst Adolf Anderssen), 60 ani, șahist german (n. 1818)
- 27 martie: Prințul Waldemar al Prusiei (n. Joachim Friedrich Ernst Waldemar), 11 ani (n. 1868)
- 4 aprilie: Elizabeth Patterson Bonaparte, 94 ani, prima soție a lui Jérôme Bonaparte (n. 1785)
- 4 mai: William Froude, 68 ani, om de știință englez, fizician și inginer (n. 1810)
- 7 mai: Charles De Coster (n. Charles-Theodore-Henri De Coster), 51 ani, poet, romancier și scriitor belgian (n. 1827)
- 1 iunie: Napoléon Eugène (n. Napoléon Eugène Louis Jean Joseph Bonaparte), 23 ani, fiul lui Napoleon al III-lea (n. 1856)
- 11 iunie: Wilhelm, Prinț de Orania (n. Willem Nicolaas Alexander Frederik Karel Hendrik), 38 ani (n. 1840)
- 16 iulie: Maria Teresa de Savoia (n. Maria Teresa Fernanda Felicitas Gaetana Pia di Savoia), 75 ani, ducesă de Parma (n. 1803)
- 4 august: Ștefan Micle, 61 ani, pedagog și fizician român (n. 1817)
- 17 septembrie: Eugène Viollet-le-Duc (n. Eugène Emmanuel Viollet-le-Duc), 65 ani, arhitect francez (n. 1814)
- 5 noiembrie: James Clerk Maxwell, 48 ani, fizician scoțian (n. 1831)
- 30 decembrie: Constantin Năsturel-Herescu, 81 ani, general român și filantrop (n. 1798)